# Vodní mor americký
Vodní mor americký (Elodea nuttallii, syn.: Anacharis nuttallii) je druh jednoděložné vodní rostliny z čeledi voďankovité (Hydrocharitaceae).

## Popis
Jedná se o vytrvalou vodní (sladkovodní) rostlinu, kořenící ve dně nebo se volně vznáší, výběžky i oddenky chybí. Listy jsou jen ponořené, jsou jednoduché, přisedlé, většinou v trojčetných přeslenech, řidčeji (zvláště dole) vstřícné. Čepele jsou celistvé, čárkovité čárkovité až kopinaté. Je to dvoudomá rostlina s jednopohlavnými květy. Květy jsou jednotlivé, v paždí listu, podepřené toulcovitým listenem, rozvíjejí se nad hladinou. Samčí květy se před rozkvětem uvolňují a vyplouvají na hladinu, kde vykvétají, samičí jsou dlouze stopkaté a vykvétají na hladině. Okvětí je rozlišeno na kalich a korunu. Kališní lístky jsou 3 v jednom přeslenu, korunní jsou také 3 v 1 přeslenu a jsou bílé. Tyčinek je v samčích květech nejčastěji 9, vnitřní 3 jsou na bázi nitkami srostlé, v samičích květech jsou patyčinky. Gyneceum je synkarpní, složené z 3 plodolistů. Semeník je spodní. Plodem je tobolka. V Evropě se patrně rozmnožuje jen vegetativně.

## Rozšíření ve světě
Rostlina pochází ze Severní Ameriky, kde roste hlavně v USA a částečně zasahuje do jižní Kanady. Byla však zavlečena na jiné kontinenty, kde se stala invazní rostlinou. Takto se vyskytuje např. v západní Evropě.

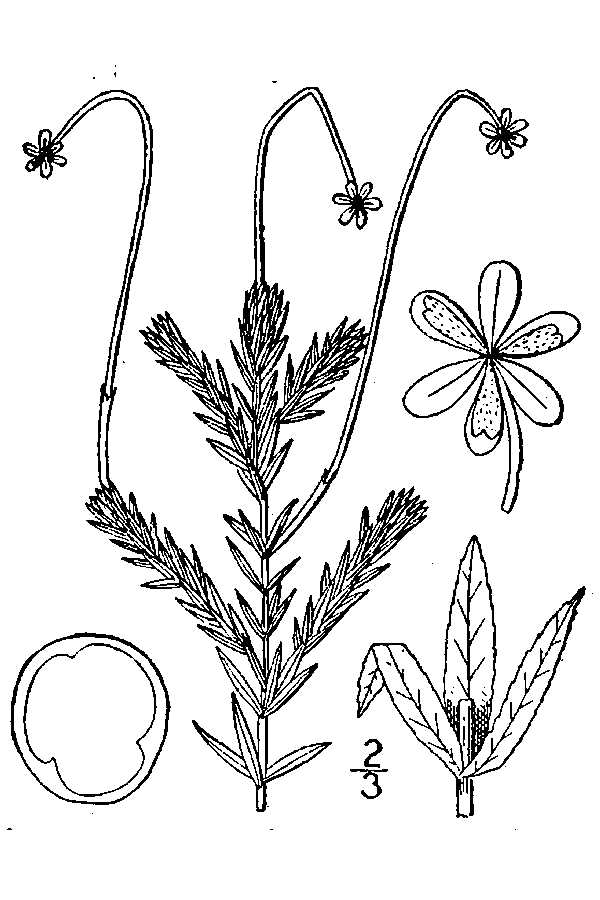
ilustrace kvetoucí rostliny

## Rozšíření v Česku
V ČR to je především oblíbená akvarijní rostlina, která se občas přechodně dostane do volné přírody. Nejhojnější výskyt je na Ohři, jinak v ČR spíše ojediněle.